# Vô Trước Văn Hỉ
Vô Trước Văn Hỉ (820 - 899) (tiếng Trung: 無著文喜; tiếng Hàn Quốc: 무저문희, đã Latinh hoá: Mujǒ Munhui; tiếng Nhật: Mujaku Bunki), đời thứ 03 Quy Ngưỡng Tông, nối pháp Thiền Sư Huệ Tịch, huynh đệ đồng môn với Thiền sư Quang Dũng và Tây Tháp.
Sư xiển dương thiền, đồ chúng đến học rất đông.

## Cơ duyên hành đạo
Sư họ Chu quê ở Ngữ Khê Gia Hòa, xuất gia hồi bảy tuổi.
Niên hiệu Khai Thành năm thứ hai (837), Sư đến Triệu Quận thọ giới cụ túc, học tập luật Tứ phần. Đến niên hiệu Hội Xương (841-846) phế giáo, Sư trở lại  thế gian giấu kín chí xuất trần. Sang niên hiệu Đại Trung (847) sùng tu Tam Bảo, Sư đến chùa Tề Phong ở Diêm Quan tiếp tục tu hành.
Sau, Sư đến yết kiến Thiền sư Tánh Không ở núi Đại Từ. Tánh Không bảo: Ngươi sao không đi tham vấn các nơi?
Sư đi thẳng lên núi Ngũ Đài ở chùa Hoa Nghiêm, sang lễ bái hang Kim Cang, gặp một ông già dắt trâu đi, mời Sư vào chùa. Theo tục truyền sư đã gặp bồ tát Văn Thù, vì nuối tiếc sư đã làm bài kệ:
| “ | Diện thượng vô sân cúng dường cụ Khẩu lý vô sân thổ diệu hương Tâm lý vô sân thị trân bảo Vô cấu vô nhiễm thị chân thường. | ” |

Dịch:
| “ | Trên mặt không sân đồ cúng dường Trong miệng không sân xuất diệu hương Trong tâm không sân là trân bảo Không nhơ không nhiễm là chân thường. | ” |
| — | |   |

Sư nấu cháo, thường thấy Văn-thù hiện trên nồi cháo. Sư lấy cây giầm quậy cháo đập, nói: "Văn-thù tự Văn-thù, Văn Hỷ tự Văn Hỷ."
Văn-thù nói kệ:
| “ | Khổ hồ liên căn khổ Điềm qua triệt đới điềm Tu hành tam đại kiếp Khước bị lão tăng hiềm. (Dưa đắng gốc vẫn đắng Dưa ngọt rễ cũng ngon Tu hành ba đại kiếp Lại bị lão tăng đòn) | ” |

## Pháp ngữ
Một hôm, có một vị Tăng lạ đến xin một bữa cơm, Sư bớt phần ăn của mình cúng dường. Ngưỡng Sơn dự biết hỏi: Vừa rồi có người đã vào quả vị đến, ngươi có cấp phần ăn chăng? Sư thưa: Bớt phần của con cúng dường. Ngưỡng Sơn bảo: Ngươi được lợi ích lớn.
Niên hiệu Quang Khải năm thứ ba (887), Tiền Vương thỉnh Sư trụ Long Tuyền Giải thự (nay là viện Từ Quang).
Có vị Tăng hỏi: Thế nào là tướng Niết-bàn?
Sư đáp: Chỗ khói hương hết, nghiệm.
Lại hỏi: Thế nào là đại ý Phật pháp?
Sư gọi Viện chủ đến! ông thầy này bị bệnh điên.
Hỏi: Thế nào là tự mình?
Sư lặng thinh.
Vị Tăng ấy mờ mịt, lại hỏi câu trên.
Sư bảo: Trời trong bụi mù, chẳng nhằm bên mặt trăng bay.

## Thị Tịch
Niên hiệu Quang Hóa năm thứ hai (899), Sư có chút bệnh. Đến ngày hai mươi bảy tháng mười vào lúc giờ tý giữa đêm, Sư bảo chúng:
| “ | Tâm tam giới hết tức là Niết-bàn. | ” |

Nói xong, Sư ngồi kiết già thị tịch, thọ tám mươi tuổi, sáu mươi tuổi hạ.